# Бекетово (Єрмекеєвський район)
Беке́тово (рос. Бекетово, башк. Бекетов) — село у складі Єрмекеєвського району Башкортостану, Росія. Адміністративний центр Бекетовської сільської ради.
Населення — 477 осіб (2010; 506 в 2002).
Національний склад:
- башкири — 44 %
- росіяни — 32 %